# Aprionus spiniger
Aprionus spiniger är en tvåvingeart som först beskrevs av Jean-Jacques Kieffer 1894.  Aprionus spiniger ingår i släktet Aprionus och familjen gallmyggor. Arten är reproducerande i Sverige. Inga underarter finns listade i Catalogue of Life.